# Milan Milutinović
Milan Milutinović (Kirin Serbia: Милан Милутиновић; 19 tháng 12 năm 1942 – 2 tháng 7 năm 2023) là chính trị gia Serbia giữ chức Tổng thống Serbia thứ 2 từ năm 1997 đến năm 2002. Ông là Giám đốc Thư viện Quốc gia Serbia (1983–1988), Đại sứ Cộng hoà Liên bang Nam Tư tại Hy Lạp, Bộ trưởng Ngoại giao Nam Tư (1995–1998), và Tổng thống Serbia từ năm 1997 đến năm 2002.